# Yantarni
El Yantarni és un estratovolcà format per roques andesites que es troba a l'estat d'Alaska, als Estats Units. Es troba a la península d'Alaska, a la serralada Aleutiana, entre els volcans Aniakchak i Chiginagak, i el seu cim s'eleva fins als 1.345 msnm. El volcà no es va descobrir fins al 1979 degut a la seva ubicació remota, la manca d'activitat històrica documentada i la seva elevació més aviat modesta. La muntanya va rebre el nom de la propera badia de Yantarni, que a la vegada va ser batejada pels exploradors russos per l'abundància d'ambre a la zona.

## Geologia
L'actual cicle d'activitat eruptiva va començar al Plistocè mitjà amb l'extrusió de colades de lava andesítiques, possiblement des de diferents fissures. A finals del Plistocè s'inicià la construcció d'un petit estratovolcà des de la fissura central. El con es va trencar en algun moment de l'Holocè final, entre fa 2 i 3.500 anys. L'erupció va ser similar a la del mont St. Helens. Els fluxos piroclàstics tenen aproximadament 1 km cúbic de volum i s'estenen 4 km vall avall. L'erupció va tenir un índex d'explosivitat volcànica de 5.